# Guy Counhaye
Guy Counhaye (Verviers, 16 aprile 1946) è un fumettista e sceneggiatore belga.noto soprattutto per le serie Professor Stratus e Les Voyages de l'Héloïse oltre che pittore.

## Biografia
Biografia
Guy Counhaye è nato il 16 aprile 1946 a Verviers.
Esordisce nel mondo dei fumetti con alcune storie brevi su Spirou. Nel 1973, sulla base di una sceneggiatura di Raoul Cauvin, dà vita a Les Naufragés de l'espace sullo stesso settimanale. In seguito dirige da solo la serie Bobul et Schnouf e lancia la serie Géo et Tafta, il cui racconto Le Pays de Guelem viene pubblicato in forma di album nella raccolta Carte Blanche di Dupuis nel 1983. Per l'editore H. Dessain di Liegi pubblica Gorr, le loup, et autres récits fantastiques, tratto da Marcellino La Garde, nel 1986, e Bobul et Schnouf2 con disegni a colori di Jeanine Rahir, nel 1987. Nel 1989 ha lanciato la serie fantasy Professeur Stratus su Hello Bédé, che è durata quattro albi pubblicati da Le Lombard (1990-2003). Per lo stesso editore ha realizzato anche due libri della serie Les Voyages de l'Héloïse, nel 1999 e nel 2001.
Nel 2005 e nel 2006 a collaborato con Pif Gadget con la serie di fumetti Gus et Riton.
Guy Counhaye ha anche scritto una serie di storie per bambini, illustrate da Jean Lequeu e da sua moglie.
È anche un pittore espressionista.

## Opere pubblicate

### Album
- Géo et Tafta (illustratore e sceneggiatore), Dupuis:

1. Le Pays de Guelem, (coll. «Carte Blanche» no 6), 1983 ISBN 2-8001-0983-1.

- Gorr, le loup, et autres récits fantastiques (fumettista), tratto da Marcellino La Garde, éditions H. Dessain, 1986.
- Bobul et Schnouf (illustratore), colori di Jeanine Rahir, éditions H. Dessain, 1987.
- , Comic! Events, agosto 1995 SSceneggiatura: collettivo - Disegno: collettivo con Guy Counhaye - Colori: b/n,  Questo Flash Back è stato realizzato in collaborazione con Bédéciné Illzach e pubblicato in occasione del 10º festival BD Coxyde (15 luglio-6 agosto 1995) in un'edizione di 1.500 copie numerate a mano. Testi rari e titoli della serie in due lingue: francese e fiammingo. D/1995/6941/06. Formato italiano.
- Professor Stratus (illustratore e sceneggiatore), Le Lombard:

1. Le Tombeau des neiges, 1990[10](.
2. La Forteresse amphibie, 1993[11].
3. Les Démons de Roquebrou,[12].
4. Le Monstre des mers, 2003[13].

- Les Voyages de l'Héloïse (disegnatori e sceneggiatori), colori di Luce Leclercq, Le Lombard:

1. Mer calme Temps variable, 1999[14]
2. 100 millions d'années trop loin, 2001[15].

### Libri per l'infanzia
- Victor, l'hippopotame volant (textes), illustrazioni di Marie-José Sacré, (coll. «Contes de la forêt»), edizione Cerf, 1981.
- Pépé, loup de mer (textes), illustrazioni di Marie-José Sacré, (coll. «Funambule»), edizione Casterman, 1981.
- Alphonse, le cochon parfumé (textes), illustrazioni di Marie-José Sacré, edizione Dupuis, 1984.
- Balthazar, le lion sans dent (textes), illustrazioni di Marie-José Sacré, edizione Dupuis, 1984.
- Les Somnambules (textes), illustrazioni di Marie-José Sacré, edizione Gakken, 1984.
- Où est passée la cloche? (textes), illustrazioni di Marie-José Sacré, edizione Averbode, 1994.
- Plum et Tirebouchon (textes), illustrazioni di Marie-José Sacré, edizione Averbode, 1996.
- Albin, le Géant (textes), illustrazioni di Jean Lequeu, edizione Gakken, 1996.
- Les Rats T (textes), illustrazioni di Marie-José Sacré, edizione Mijade, 1996.
- Gros loup (textes), illustrazioni di Marie-José Sacré, edizione Mijade, 1998.
- L'Ours frileux (textes), illustrazioni di Marie-José Sacré, (coll. «Petits Duculot»), edizione Casterman, 2003.
- La Souris musclée (textes), illustrazioni di Marie-José Sacré, edizione Gakken.

### Libri
Documenti utilizzati per la stesura dell'articolo: documento utilizzato come fonte per la stesura di questo articolo.
- Henri Filippini, "Counhaye, Guy", in Dictionnaire de la bande dessinée, Paris, Bordas, 1989, 731 p., ill. ISBN 2-04-018455-4, OCLC 1244909550, BNF 35065653), p. 605
- Jacques Fiérain, La BD dans les provinces de Liège, Namur et Luxembourg, Charleroi, Éd. l'Âge d'or, 2004, 112 p., ill. ; 31 cm ISBN 9782960019698, OCLC 470388297)..
- Philippe Mellot, Michel Denni, Laurent Turpin e Isabelle Morzadec, Trésors de la bande dessinée: BDM 2022-2023 - Catalogue encyclopédique & Argus, Paris, Les Arènes, novembre 2022, 1677 p., ill. ; 23 cm ISBN 9791037507280, OCLC 1351462460), p. 195, 540, 885, 1452.

### Periodici
Guy Counhaye (intervistato da François Le Bescond), "Les invités: Guy Counhaye: "ma bibliographie tiendrait à l'aise au dos d'un ticket de métro!", La Lettre - L'officiel de la bande dessinée, Dargaud, n. 32, novembre - dicembre 1996, p. 16-17.

### Podcast (trasmissione via internet)
- Spin Eclectrique 17 Guy Counhaye su Mixcloud, (27:11 minuti).